# Famille Pastur
La famille Pastur est une famille contemporaine de la noblesse belge originaire de Braine-l'Alleud, anoblie le 12 avril 1967 avec le titre personnel de chevalier en faveur du lieutenant-colonel Jacques Pastur (1911-1969). Sa filiation remonte à Ferdinand Pastur (mort en 1666), fermier censier et cultivateur à Braine-l'Alleud.
Charles Pastur (1657-1712), fils de Gérard Pastur, cultivateur à Braine-l'Alleud, est l'auteur d'une branche subsistante qui s'installe en 1830 à Jodoigne où elle donne plusieurs générations de notaires. Elle fait alors partie de la riche bourgeoisie catholique  conservatrice de la région et deux de ses membres sont députés et sénateurs.
Jacques Pastur (1659-1723), autre fils de Gérard Pastur, est l'auteur d'une branche cadette rapidement éteint en 1759 avec l'un de ses fils. Bien qu'issu d'un milieu modeste, il a un brillante carrière de militaire mercenaire qui le conduit de simple cornette au service du roi d'Espagne à maréchal de camp en 1716 au service du roi de France.

## Histoire
La famille Pastur est originaire de Braine-l'Alleud où l'on trouve au XVIIe siècle ses membres cultivateurs ou fermiers censiers aisés et forestier,. Cette famille est alors très présente dans les paroisses d'Ohain et de Waterloo, où elle a toujours des descendants.
Sa filiation suivie remonte à Ferdinand Pastur (mort en 1666), cultivateur et censier de la ferme du Chenois à Braine-l'Alleud, marié à Isabelle Poets. Il possède « une fortune rondelette pour l'époque » : en 1666, lors du partage de ses biens, Marie Pastur, sa fille, reçoit pour sa part la cense du Chenois, comprenant 15 bonniers (21 ha) et son fils, Gérard, dispose d'une somme de 1.000 florins ».
Son fils, Gérard Pastur, baptisé à Braine-l'Alleud le 16 août 1631 est cultivateur comme son père et forestier. Il achète la forge et la brasserie Saint-Éloy à Waterloo. Marié en premières noces à Marie Wits, il est le père d'une famille de huit enfants.

## Branche aînée (subsistante)
Cette branche est issue de Charles Pastur (1657-1712), fils de Gérard Pastur et Marie Wits. Son fils, Guillaume Pastur (baptisé le 23 janvier 1689 à Braine-l'Alleud et mort le 14 novembre 1742 au même endroit), épouse le 25 avril 1717 à Braine-l'Alleud Marie Josephe Roghe dont il a Philippe Pastur (baptisé le 8 octobre 1731 à Braine-L'Alleud et mort le 6 décembre 1787 à Rhode-Saint-Genèse), qui épouse le 30 juin 1770 à Lillois-Witterzée Bernardine Lejuste.
Philippe-Joseph Pastur (1777-1861), fils de Philippe Pastur et de Marie Lejuste, est notaire à Roux-Miroir en 1802 puis s'installe comme notaire à Jodoigne en 1830. Notable fortuné, il achète en 1804 le château de Lathuy puis en 1849 le château de Jodoigne. Sa descendance donne cinq générations de notaires à Jodoigne qui deviennent d'importants propriétaires fonciers. Au XIXe siècle, la famille qui appartient à la riche bourgeoisie catholique conservatrice, joue un rôle dans la vie politique locale.
Grâce à des alliances avec les familles de Brouckère et Waucquez, la famille Pastur augmente considérablement son patrimoine. À la mort de Philippe Pastur en 1861, son héritage se compose notamment d'une fortune foncière dépassant le million de francs belges (± 30 millions €), somme colossale pour l'époque. Pour comparaison, le château Pastur a été acheté pour 30.000 BEF.

### Philippe Pastur (1777-1861)

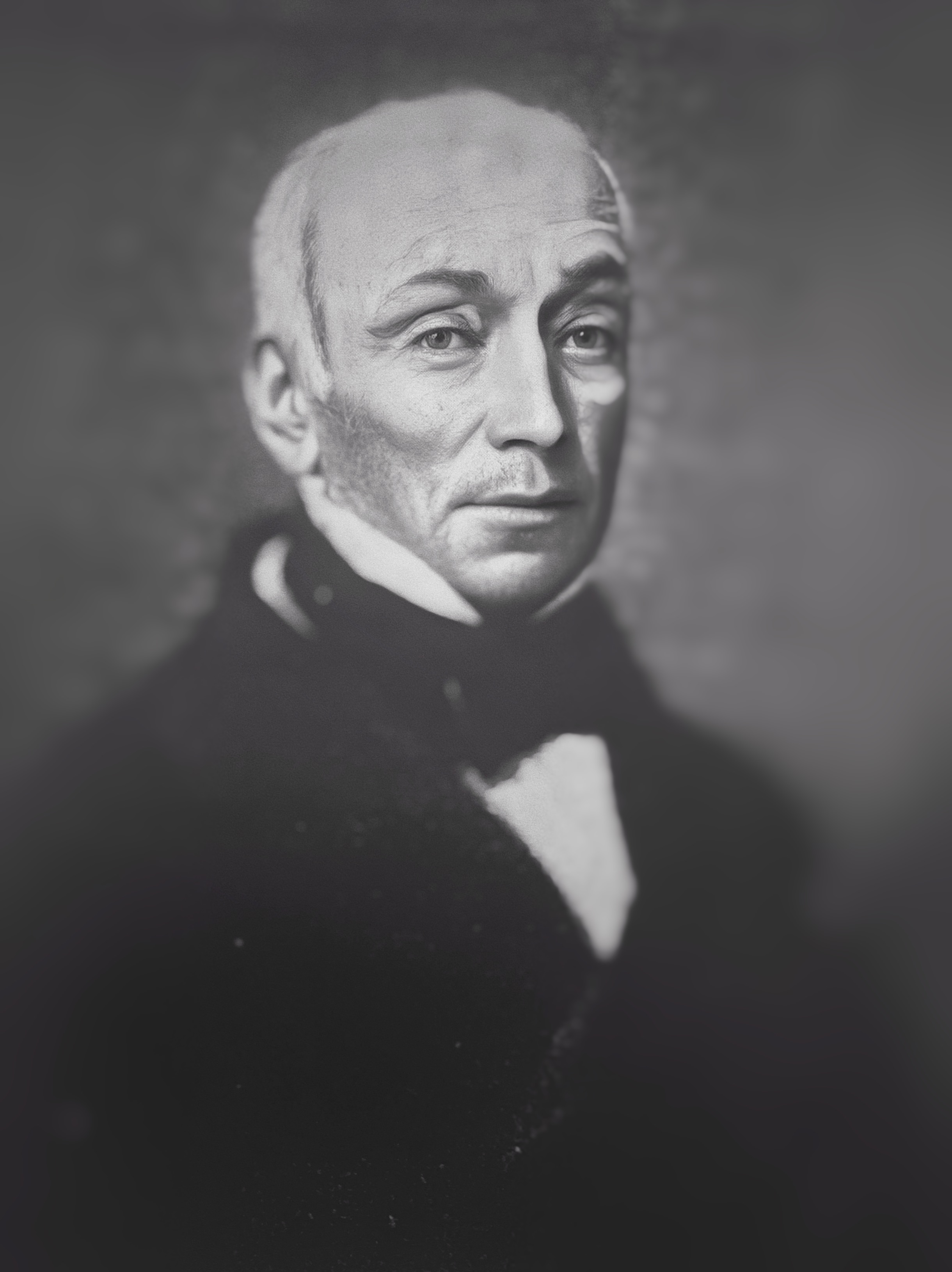
Philippe Pastur (1777-1861), notaire à Jodoigne et propriétaire du château Pastur.

Philippe Pastur, né 20 mai 1777 à Waterloo, est le fils de Philippe Pastur (né le 8 octobre 1731 à Braine-L'Alleud et mort le 6 décembre 1787 à Rhode-Saint-Genèse) et de Marie Lejuste (1738-1810). En 1802, il est nommé notaire royal à Roux-Miroir puis obtient en 1830 le transfert de son étude à Jodoigne. En 1804, il achète le château de Lathuy, aussi connu sous le nom de « château de Beaulieu », du nom de son ancien propriétaire. En février 1806, il épouse Marie-Clémence Jenar (1786-1842), fille de Jean-Baptiste Jenar, maître des postes à Genappe et de Marie-Marguerite Tordoir. En 1849, il achète le château de Jodoigne qui prend le nom de Château Pastur. Il meurt le 12 juin 1861 à Jodoigne. Le couple a 16 enfants dont justinien (1806-1887) son fils aîné, qui suit et Octave (1821-1909), père de Paul Pastur (1866-1938), Député permanent de la province de Hainaut.

### Paul Pastur (1866-1938)

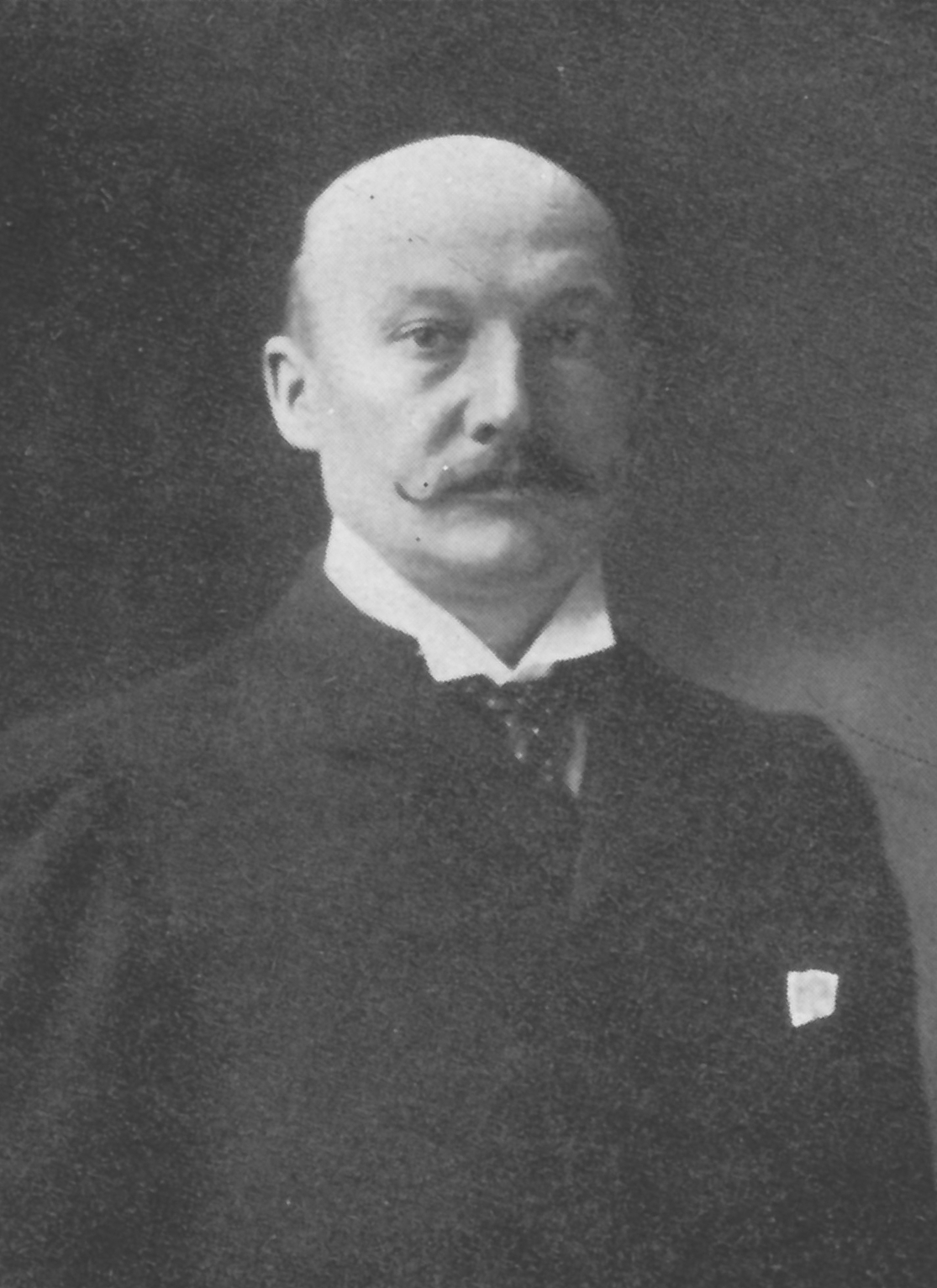
Paul Pastur (1866-1938) député de la Province de Hainaut et député de Charleroi

Paul Pastur naît à Marcinelle (Charleroi) le 7 février 1866. Il est le fils d'Octave Pastur (1821-1909), ingénieur, régisseur de houillère, et de Catherine Frère. Échevin de Charleroi en 1896, il est député permanent du Hainaut en 1900 et élu trois fois député de l'arrondissement de Charleroi pour le Parti ouvrier belge. Il est le fondateur de l'enseignement provincial du Hainaut. Il meurt à Charleroi le 8 juin 1938.

### Justinien Pastur (1806-1887)
Justinien Pastur naît le 5 septembre 1806 à Lathuy. Docteur en Droit de l'Université de Louvain, il reprend l'étude notariale de son père à Jodoigne. Il épouse Marie-Victoire Deville (1814-1880), fille de Théodore Deville, bourgmestre de Loupoigne et membre du Congrès national, et de Marie-Isabelle Marcq. Ils ont trois enfants : Laure (1843), Léon (1845), qui suit et Adèle (1851). La famille Pastur est alors connue comme une famille catholique conservatrice et il est à la tête de l'association conservatrice constitutionnelle du canton de Jodoigne. Il hérite de son père du château Pastur et meurt le 21 février 1887 à Jodoigne.

#### Léon Pastur (1845-1918)

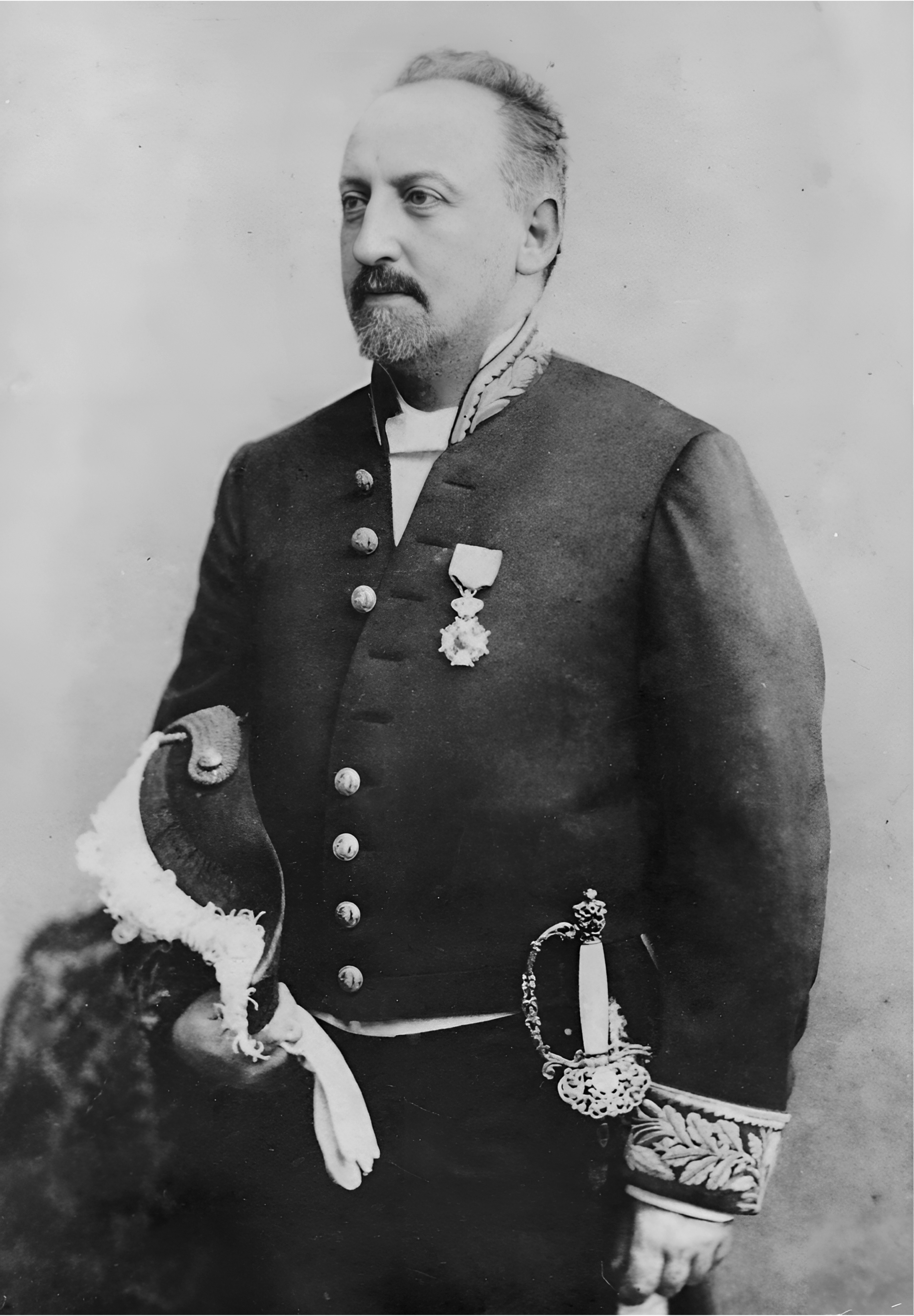
Léon Pastur (1845-1918), notaire, député et sénateur

Léon Pastur naît le 13 janvier 1845 à Jodoigne où il reprend en 1876 l'étude notariale de son père. Député conservateur et catholique pour l'arrondissement de Nivelles de 1884 à 1894, il est ensuite sénateur du même arrondissement de 1894 à 1912,. Il épouse en 1878 Virginie de Brouckère (1852-1914), fille du notaire Charles de Brouckère, bourgmestre et président de la Chambre de commerce de Roulers, et de Virginie Degeest Il meurt le 21 mars 1918 à Jodoigne, laissant un fils unique, Maximilien, qui suit.

#### Maximilien Pastur (1878-1930)

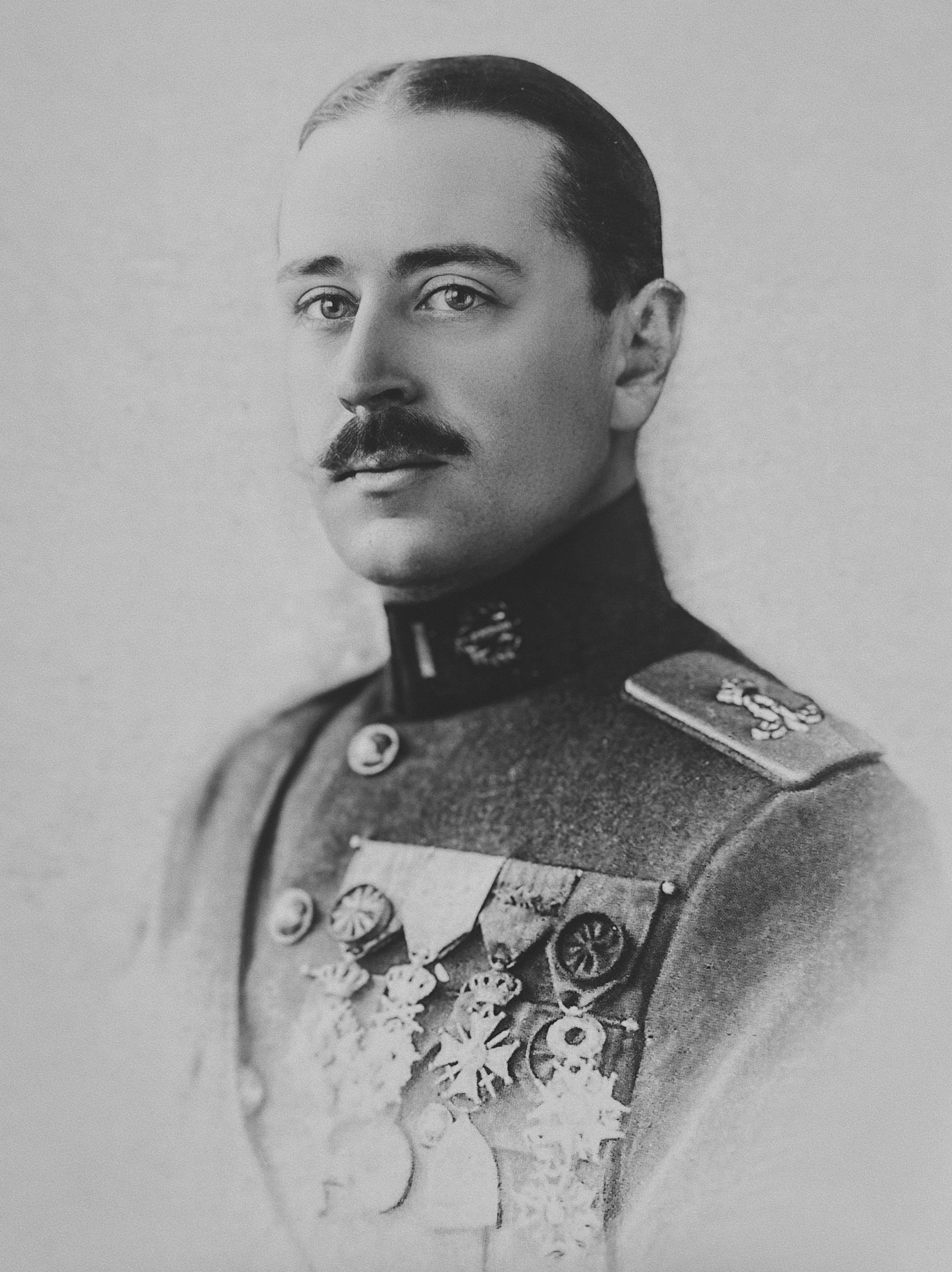
Maximilien Pastur (1878-1930), notaire à Jodoigne, député et sénateur

Maximilien Pastur (dit Max Pastur), naît le 15 septembre 1878 à Jodoigne, où il reprend l'étude notarial de son père. Il commence une carrière politique en 1911 comme conseiller communal de Jodoigne. Engagé volontaire lors de la Première Guerre mondiale, il est auditeur militaire. À la fin de la guerre, il est nommé commandeur de l'Ordre de Léopold, membre honoraire de l'Empire britannique et officier de la Légion d'honneur. Il est député de Bruxelles et de Nivelles de 1912 à 1921 puis sénateur de Nivelles de 1921 à 1925. Il appartient au groupe conservateur et catholique de l'Assemblée  et manifeste un engagement antiflamand très vif. Malade, il meurt le 7 février 1930 à Prangins où il est soigné. Marié en 1905 avec Germaine Waucquez, fille du riche négociant en tissus Charles Waucquez et de Maria Idiers, il est le père de trois enfants : Christiane (1906), Claire (1907) et Jacques (1911), qui suit.

#### Jacques Pastur (1911-1969)

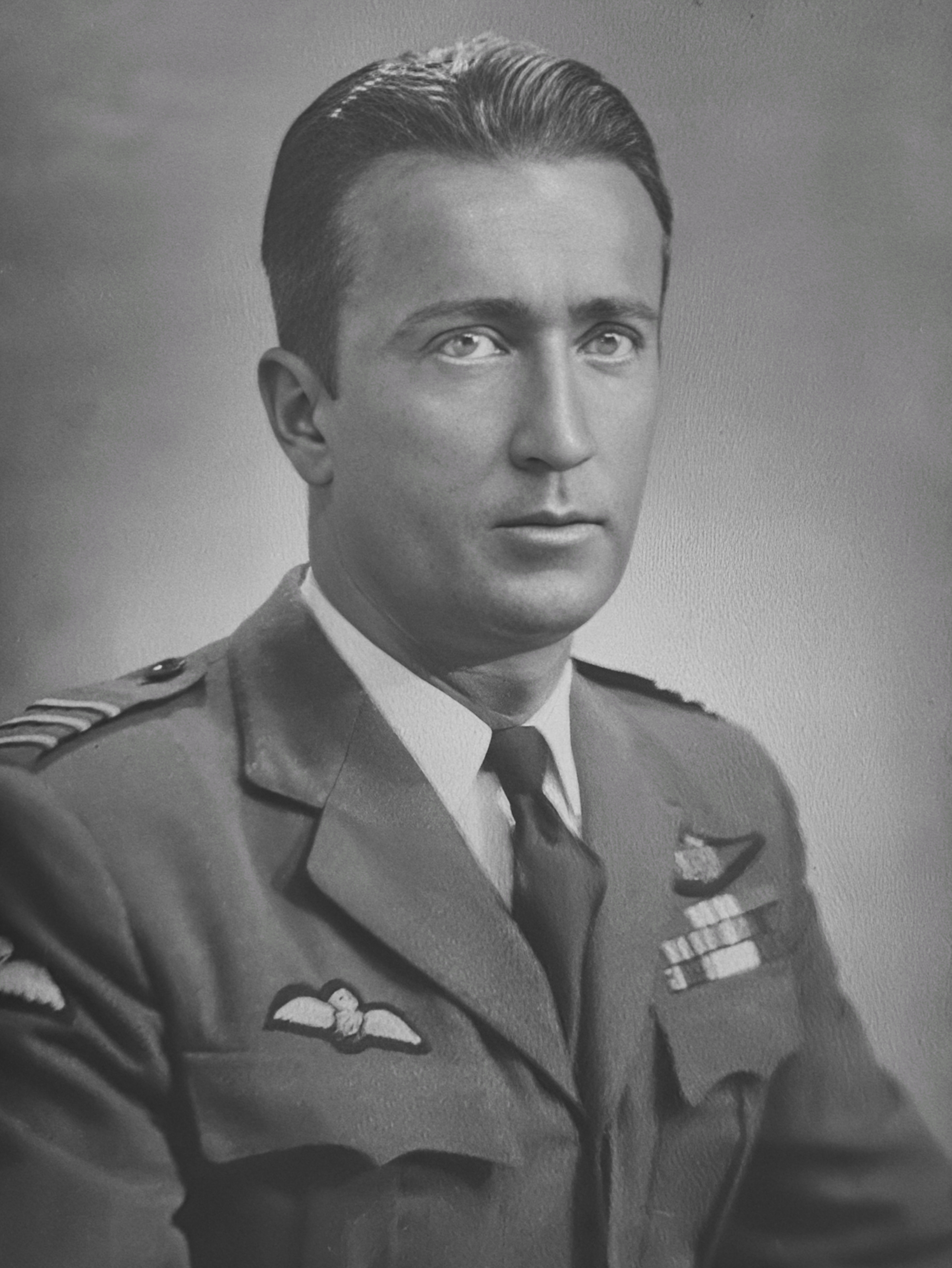
Jacques Pastur (1911-1969), lieutenant-colonel de l'armée de l'air, anobli avec le titre personnel de chevalier le 12 avril 1967.

Jacques Pastur naît le 2 janvier 1911 à Jodoigne. Il est diplômé docteur en droit de l'Université de Louvain, licencié en philosophie et en littérature. Sorti de l’École de sous-lieutenant de Namur en 1940, il est affecté au 1er régiment de guides et fait la campagne de 18 jours avec l’École de cavalerie à Brasschaet. En décembre 1940, il tente de s'évader de Belgique, mais il est arrêté par la Gestapo et incarcéré à la prison d'Anvers. Relâché en mars 1941, il réussit en mai 1942 à quitter la Belgique. Envoyé au Congo belge, il sert dans la Force publique puis s'engage dans la South African Air Force en Afrique du Sud où il apprend à piloter. En mai 1944, il est breveté pilote et envoyé peu après à la Royal Air Force en Angleterre avec le grade de « Pilot Officer ». En décembre 1944, il devient moniteur d'élèves-pilotes à Snailwell et à Schaffen. En février 1946, il obtient son brevet de parachutiste dans une unité britannique. En février 1951, il est envoyé à Londres comme délégué belge à l'Inspectorat Général de l'Air Training Western Union. En septembre 1951 il commande la 21e Escadrille des Transport et Communication. En 1952, il est nommé attaché de l'Air à l'ambassade de Belgique à Londres,. En 1959, il est nommé commandant de l'école de pilotage du champ d'aviation de Gossoncourt. Il est plus tard nommé [Quand ?] lieutenant-colonel honoraire[réf. souhaitée].
Décoré de la Médaille commémorative de la guerre 1940-1945, commandeur de l'Ordre de Léopold II, chevalier de l'Ordre de Léopold, chevalier de l'Ordre de la Couronne, il est anobli Le 12 avril 1967 par le roi Baudouin, avec concession de noblesse héréditaire et le titre personnel de chevalier.
Il épouse en juillet 1944 à Holcombe Burnell Elizabeth Bowling-Harvey (1925-1992), fille de Wilfred Comorin Bowling et de Gertrude Winifred Harvey. De leur mariage naissent quatre enfants : Max (1945), Wendy (1946), Christiane (1951) et Ariane (1965). Il meurt le 16 juillet 1969 à Woluwe-Saint-Pierre. Sa veuve se remarie en 1976 avec le baron Gilbert Thibaut de Maisières.

## Propriétés & demeures

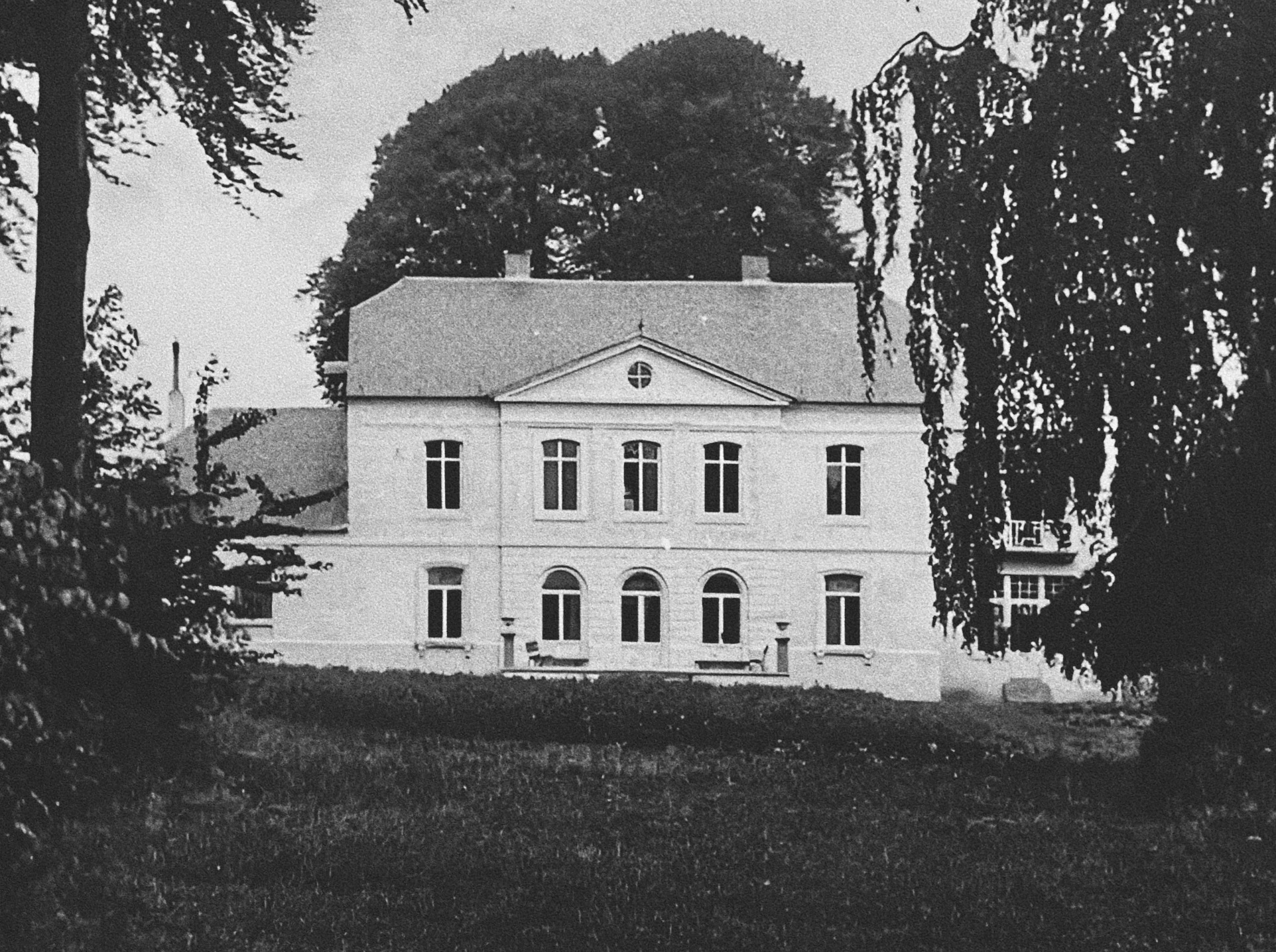
Château de Beaulieu à Lathuy

- Château de Beaulieu à Lathuy. Connu sous le nom de « château de Beaulieu », du nom de son ancien propriétaire, il est acheté en 1803 par le notaire Philippe Pastur qui le fait reconstruire[24]. Il reste dans la famille Pastur jusqu'en 1930 et passe par héritage à Christiane Pastur, fille aînée de Maximilien Pastur et épouse de Marcel Waucquez.

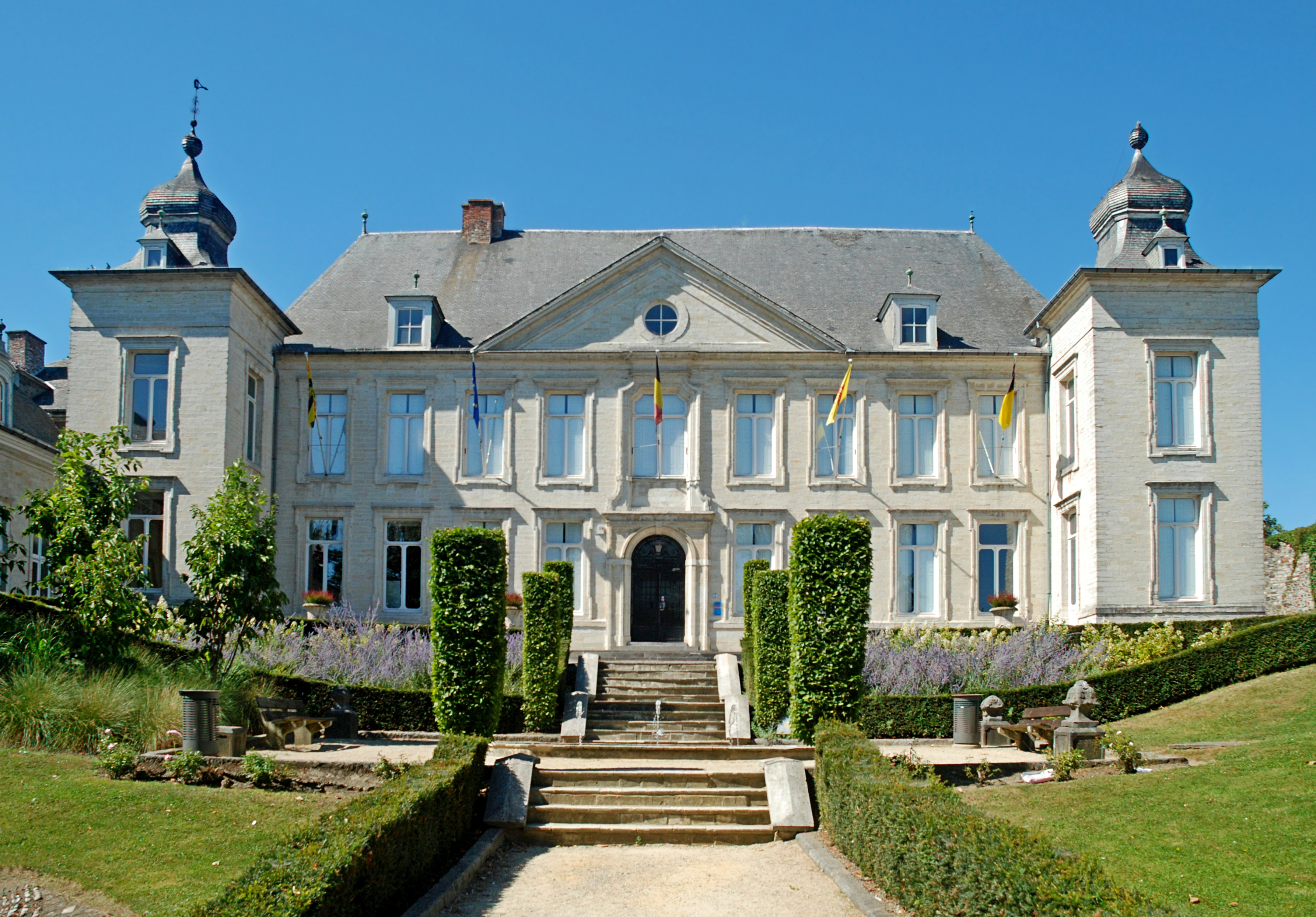
Château Pastur à Jodoigne

- Château Pastur à Jodoigne. Connu sous le nom de « château de la Comté », il est Acheté en 1849 par le notaire Philippe Pastur au marquis Théodore d'Yves de Bavay et porte le nom de son nouveau propriétaire. Occupé par les allemands durant la seconde guerre mondiale, En 1960, le château est vendu pour un montant de 9 millions de BEF (± 2.3 millions €) par la famille Pastur à la congrégation des sœurs de l'union du sacré-cœur de Hoegaarden pour y installer un pensionnat de jeunes filles. En 1988, il est acheté par la commune de Jodoigne qui en fait l'hôtel de ville en 1994[25].

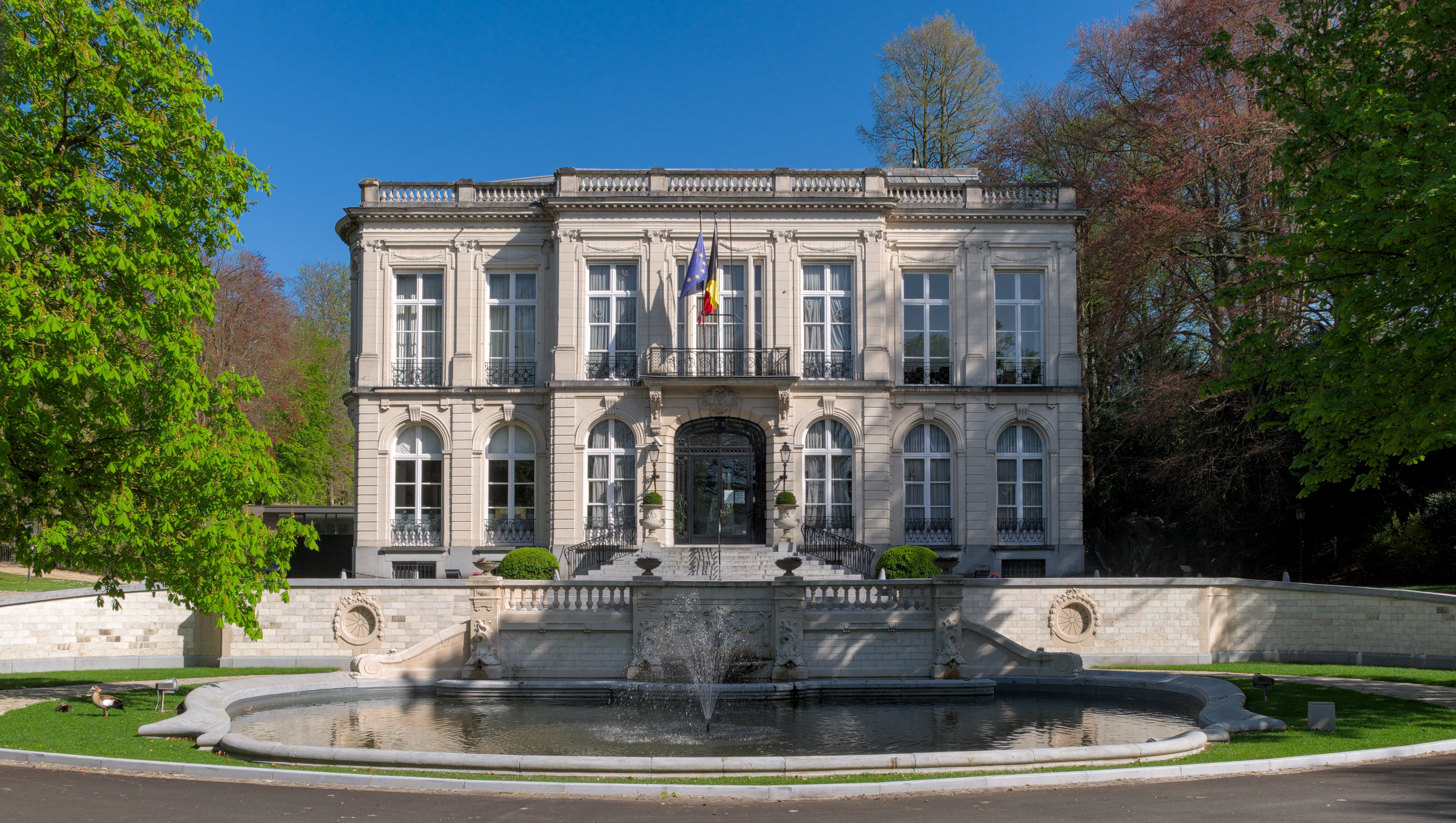
Château Sainte-Anne à AUderghem

- Château Sainte-Anne à Auderghem. Le château est construit en 1902 pour le négociant en textiles Charles Waucquez (1851-1920) dans le prolongement de l’avenue de Waha par l’architecte Louis Sauvage qui s'inspire du Petit Trianon à  Versailles[26]. Son petit-fils, Jacques Pastur, en hérite et s'y installe avec son épouse en 1946 puis vend en 1959 le château pour un montant de 13.5 millions BEF (± 3.7 millions €) au gouvernement belge qui le revend en 1996.

## Anoblissement et armes
La famille Pastur est anoblie le 12 avril 1967 par le roi Baudouin par concession de noblesse héréditaire avec le titre personnel de chevalier en faveur de Jacques Pastur, docteur en droit, lieutenant-colonel honoraire, pilote etc..
| Blason | Blasonnement : D'azur au chevron d'or chargé de trois croisettes du champ et accompagné en chef de deux étoiles et en pointe d'une aigle volante, le tout du second. |

## Généalogie simplifiée
- Philippe-Joseph Pastur (1777-1861), notaire à Roux-Miroir puis Jodoigne (fils de Philippe Pastur (1731-1787) et de Marie Lejuste), marié en 1806 à Clémence Jenar. Ils ont 16 enfants dont Justinien et Octave.
  - Justinien Pastur (1806-1887), notaire à Jodoigne, marié en 1842 à Victoire Deville. Ils ont 2 filles et un fils, Léon qui suit.
    - Léon Pastur (1845-1918) notaire à Jodoigne, député (1884-1894) et sénateur (1894-1912) de l'arrondissement de Nivelles, marié en 1878 à Virginie de Brouckère dont Maximilien, qui suit.
      - Maximilien Pastur (1878-1930), notaire à Jodoigne, député (1912-1921) et sénateur (1921-1925) de Nivelles, marié en 1905 à Germaine Waucquez (1884-1958) dont trois enfants : Christiane, Claire et Jacques, qui suivent.
        - Christiane Pastur (1906-1944), mariée en 1928 au colonel Marcel Waucquez, dont postérité.
        - Claire Pastur (1907-1976), mariée en 1931 à Antoine de Wasseige, dont postérité.
        - Chevalier Jacques Pastur (1911-1969), lieutenant-colonel d'aviation, marié en 1944 à Elizabeth Bowling-Harvey (1925-1992) dont quatre enfants : Max (1945), Wendy (1946), Christiane (1951) et Ariane (1965) qui suivent[22].
          - Max Pastur (1945), lieutenant de réserve honoraire para-commando, chevalier de l'Ordre de la Couronne, marié en 1970 à Chantal Hachez.
            - Jacques Pastur (1972), marié en 2003 à Anne-Catherine Vincke, dont postérité.
            - Frédéric Pastur (1973), marié en 1999 à la comtesse Flore de Marchant et d'Ansembourg, dont postérité[27].
            - Olivia Pastur (1977), mariée en 2001 à Frédéric Ullens de Schooten Whettnall, dont postérité.
            - Maxime Pastur (1982), marié en 2008 à Sophie Van Ingelgem, dont postérité[27].
            - Gaëtan Pastur (1984).

          - Wendy Pastur (1946), mariée en 1967 au comte Bernard de Traux de Wardin, dont postérité[28].
          - Christiane Pastur (1951), mariée en 1972 au comte François de Radiguès de Chennevière, dont postérité[29].
          - Ariane Pastur (1965), mariée en 1988 à Michel de Wilde d'Estmael, dont postérité[30].

  - Octave Pastur (1821-1909), marié en 1859 à Catherine Frère, dont Paul, qui suit.
    - Paul Pastur (1866-1938), échevin de Charleroi, député permanent du Hainaut et député de l'arrondissement de Charleroi.

## Branche cadette (éteinte en 1759)

### Jacques Pastur (1659-1723)

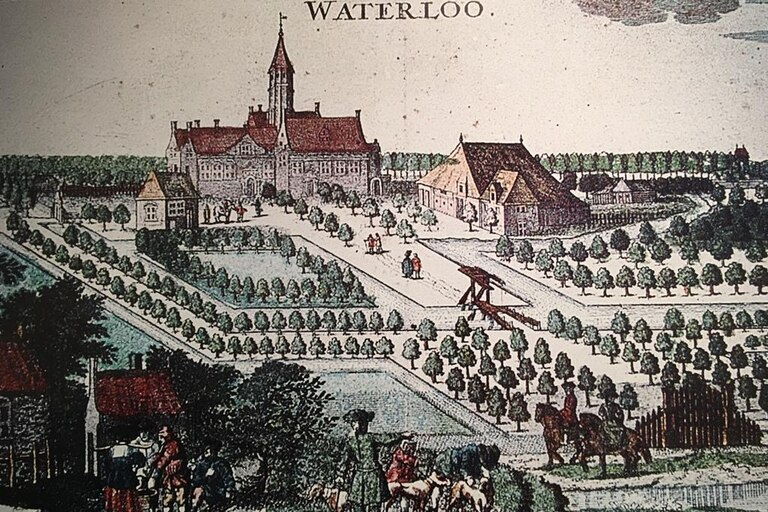
Vue de Waterloo avec la propriété que fit construire Jacques Pastur

Cette branche qui existe brièvement a pour auteur Jacques Pastur (1659-1723) dit « Jaco », militaire mercenaire, qui se met vers 1680 au service du roi d'Espagne, souverain des Pays-Bas, puis au service du roi de France à partir de 1702. Sa descendance s'éteint en ligne masculine en 1759 avec son fils André Pastur.
Il est baptisé le 12 juin 1659 en l'église de Braine-l'Alleud. D'origine modeste, « pauvre enfant de Braine-l'Alleud » et quatrième enfant d'une famille de huit, il est le fils de Gérard Pastur, d'une famille de cultivateurs et forestiers et de Marie Wits.
Simple cornette en 1681, il est nommé en 1696 mestre de camp d'un régiment de dragons du roi d'Espagne,. De 1690 à 1697, il est chargé de défendre les environs de Bruxelles contre les incursions des garnisons françaises. En 1702, lors de la guerre de Succession d'Espagne, il se met au service de la France contre ses anciens alliés hollandais.
Son nom reste attaché à la forêt de Soignes qu'il défend victorieusement en août 1705 au nom du roi de France, contre les troupes anglo-hollandaises commandées par le duc de Marlborough. Le fort Jaco à Uccle, aujourd'hui disparu, prend son surnom en souvenir de cette action qui lui vaut d'être présenté à la Cour du roi de France en mars 1706 : « Louis XIV lui remettant personnellement une chaîne en or et une médaille. Le lendemain, Jaco, qui n'avait pourtant aucun des quatre quartiers de noblesse exigés pour cette distinction (...) reçut la croix de chevalier de l'Ordre de Saint-Lazare et du Mont-Carmel ». Il est nommé maréchal de camp le 20 mars 1716. Il se fait construire une vaste propriété à Waterloo. Il meurt le 3 mai 1723.

#### Armes
Devenu colonel de dragons, Jacques Pastur veut se donner une origine aristocratique et obtient en septembre 1702 sous le nom de « Jacques de la Pastur » un certificat de Jean-Baptiste de Grez, héraut d'armes de la province et comté de Hainaut, qui lui certifie les armes de  « l'ancienne famille de la Pasture, originaire du Brabant wallon ».
| Blason | Blasonnement : D'or semé d'étoiles de gueules, à trois lionceaux de sable, armés et lampassés de même, deux en chef et un en pointe. |